# Macossa (distrito)

localização do distrito de Macossa em Moçambique

Macossa é um distrito da província de Manica, em Moçambique, com sede na localidade de Macossa. Tem limite, a norte com os distritos de Guro e Tambara, a oeste com o distrito de Bárue, a sul com o distrito de Gondola e a leste com os distritos de Gorongosa, Maringué e Chemba da província de Sofala.
De acordo com o censo de 1997, o distrito tinha 13 969 habitantes e uma área de 9 552 km², daqui resultando uma densidade populacional de 1,5 h/km².[carece de fontes?]

## História
Até à reforma administrativa de 25 de Junho de 1986, o actual território do distrito era um posto administrativo do distrito de Báruè.

## Divisão Administrativa
O distrito está dividido em três postos administrativos, Macossa, Nguawala e Nhamangua, compostos pelas seguintes localidades:
- Posto Administrativo de Macossa:
  - Macossa
  - Mussangadze
  - Rio dos Elefantes
- Posto Administrativo de Nguawala:
  - Nguawala
  - Nhacassoro
  - Massenguere
- Posto Administrativo de Nhamangua:
  - Nhamangua
  - Dunda